# Igor Miladinović (calciatore)
Igor Miladinović (in serbo Игор Миладиновић?; Kruševac, 8 giugno 2003) è un calciatore serbo, centrocampista del Saint-Étienne.

## Biografia
È fratello maggiore di Uroš Miladinović, anch'egli calciatore professionista.

## Caratteristiche tecniche
Gioca come trequartista.

## Carriera

### Club
Miladinović è cresciuto nel settore giovanile del Čukarički dove gioca dal 2018. Nel 2022 ha firmato il suo primo contratto professionistico ed il 15 maggio dello stesso anno ha debuttato in prima squadra nell'incontro di Superliga vinto 3-0 contro il Vojvodina.
Ha segnato il suo primo gol in carriera tra i professionisti il 12 agosto 2023 nel pareggio per 2-2 contro il Javor Ivanjica.

### Nazionale
Ha giocato nelle nazionali giovanili serbe Under-17, Under-19 ed Under-21.

## Statistiche

### Presenze e reti nei club
Statistiche aggiornate al 26 dicembre 2024.
| Stagione         | Squadra          | Campionato       | Campionato | Campionato | Coppe nazionali | Coppe nazionali | Coppe nazionali | Coppe continentali | Coppe continentali | Coppe continentali | Altre coppe | Altre coppe | Altre coppe | Totale | Totale | Totale |
| Stagione         | Squadra          | Comp             | Pres       | Reti       | Comp            | Pres            | Reti            | Comp               | Pres               | Reti               | Comp        | Pres        | Reti        | Pres   | Reti   |        |
| ---------------- | ---------------- | ---------------- | ---------- | ---------- | --------------- | --------------- | --------------- | ------------------ | ------------------ | ------------------ | ----------- | ----------- | ----------- | ------ | ------ | ------ |
| 2021-2022        | Čukarički        | SL               | 2          | 0          | CS              | 0               | 0               | UECL               | 0                  | 0                  |             | -           | -           | 2      | 0      |        |
| 2022-2023        | Čukarički        | SL               | 11         | 0          | CS              | 4               | 0               | UECL               | 1                  | 0                  |             | -           | -           | 16     | 0      |        |
| 2023-2024        | Čukarički        | SL               | 33         | 11         | CS              | 2               | 0               | UEL+UECL           | 2+5                | 1+0                |             | -           | -           | 42     | 12     |        |
| Totale Čukarički | Totale Čukarički | Totale Čukarički | 46         | 11         |                 | 6               | 0               |                    | 8                  | 1                  |             | -           | -           | 60     | 12     |        |
| 2024-2025        | Saint-Étienne 2  | N3               | 7          | 3          | -               | -               | -               | -                  | -                  | -                  | -           | -           | -           | 7      | 3      |        |
| 2024-2025        | Saint-Étienne    | L1               | 3          | 0          | CF              | 1               | 0               | -                  | -                  | -                  | -           | -           | -           | 4      | 0      |        |
| Totale carriera  | Totale carriera  | Totale carriera  | 56         | 14         |                 | 7               | 0               |                    | 8                  | 1                  |             | -           | -           | 71     | 15     |        |